# Taktisk kontrol
Taktisk kontrol (TACON) er styring af militære enheder på det taktiske niveau.
På det taktiske niveau bestemmer myndigheden hvad enheden laver ud fra opkommende opgaver.
Som hovedregel niveaudeler man i tre:
- Strategisk
- Operativt
- Taktisk

Det kan ofte være svært helt at skelne, hvor grænsen går imellem niveauerne. I søværnet er enhederne i dansk farvand under TACON styret af enten Maritimt Overvågningscenter Syd eller Maritimt Overvågningscenter Nord (før 1. januar 2011: Bornholms eller Kattegats Marinedistrikt).